# Shlomo Halevi Alkabetz
Shlomo Halevi Alkabetz – anche Alqabitz, Alqabes; in ebraico שלמה אלקבץ‎? (Salonicco, 1500 – Safad, 1580) è stato un poeta e rabbino turco, nato in Grecia sotto l'Impero ottomano, rinomato cabalista, si trasferì a Safed nel 1535 e ivi compose la sua opera più rinomata, la canzone liturgica Lecha Dodi.

## Biografia
Alkabetz studiò la Torah con Rabbi Yosef Taitatzak. Nel 1529 si sposò con la figlia di Yitzhak Cohen, un ricco capofamiglia che viveva a Salonicco in Grecia (allora sotto l'Impero ottomano. Alkabetz diede a suo suocero una copia del suo recente Manot ha-Levi. Si stabilì ad Adrianopoli, in Turchia dove scrisse Beit Hashem, Avotot Ahava, Ayelet Ahavim e Brit ha-Levi. Quest'ultima opera la dedicò ai suoi ammiratori di Adrianopoli. Tra i suoi discepoli si annoverano Rabbi Shmuel Ozida, autore di Midrash Shmuel nell'Avot, e Rabbi Avraham Galante, autore of Yareach Yakar sullo Zohar. Il suo circolo includeva Moshe Alsheich e Yosef Caro, come anche il suo famoso cognato Mosè Cordovero.

## Trasferimento a Safed
Seguendo la prassi descritta nello Zohar, il circolo rimase sveglio a studiare fino alla notte di Shavuot. Durante la recitazione dei testi prescritti, il rabbino Caro ebbe un'esperienza mistica: la Shekhinah gli apparve sotto forma di un magghid, lodando i membri del circolo e dicendo loro di trasferirsi in Terra d'Israele. Quando si tennero svegli anche la seconda notte di Shavuot, la Shekinah fu irremovibile sul loro spostamento verso la Terra d'Israele. Questo resoconto fu registrato da Alkabetz, che si stabilì a Safed nel 1535.

## Pensiero
Le sue opere scritte ad Adrianopoli si concentrano sulla santità del popolo d'Israele, la Terra d'Israele, e la particolarità speciali delle mitzvot. Alkabetz accetta la tradizione che Ester fosse sposata con Mardocheo prima di essere portata al palazzo del re e di diventare regina, e che continuò la sua relazione con Mardocheo anche dopo aver assunto la sua posizione regale. L'opinione del Midrash articolata da Alkabetz e da altri membri della scuola di Joseph Taitatsak rappresenta un'estensione del parere che estende l'autorità della legge orale e del midrash halakhico al midrash haggadico e quindi porta alla santificazione e quasi-canonizzazione delle espansioni haggadiche della narrazione biblica.

## Opere
Stampate
- Lecha Dodi (1579), inno mistico per inaugurare lo Shabbat
- Manot HaLevi (completato nel 1529, pubblicato nel 1585) sul Libro di Ester
- Ayalet Ahavim (completato nel 1532, pubblicato nel 1552) sul Cantico dei Cantici
- Shoresh Yishai (completato nel 1552, pubblicato nel 1561) sul Libro di Rut
- Brit HaLevi (1563), commentario cabalistico sulla Haggadah di Pesach
- Or Tzadikim, libro di sermoni

Manoscritti
- Divrei Shlomo, sulla parte delle Sacre scritture nota come Scritti
- Naim Zemirot, sui Salmi
- Sukkat Shalom, Avotot Ahavah, sulla Torah
- Pitzei Ohev, sul Libro di Giobbe
- Apiryon Shlomo, Beit Hashem, Beit Tefilla, interpretazioni delle preghiere
- Lechem Shlomo, sugli orientamenti per la santificazione dei pasti, secondo la Cabala
- Mittato shel Shlomo, sul significato mistico dell'unione sessuale
- Shomer Emunim, sui principi fondamentali della fede